# همه‌شان را بکش (فیلم ۲۰۱۷)
همه را بکش (به انگلیسی: Kill 'Em All) یک فیلم ویدئویی، اکشن آمریکایی محصول سال ۲۰۱۷ به کارگردانی پیتر مالوتا با بازی ژان کلود ون دام است.
قسمت دوم این فیلم با عنوان همه‌شان را بکش ۲ در سال ۲۰۲۴ منتشر شد.

## خلاصه داستان
یک مرد ناشناس که به شکلی جدی زخمی شده به یک بیمارستان محلی می‌رسد. در آنجا توسط یک پرستار فداکار به نام سوزان تحت مراقبت قرار می‌گیرد. همه چیز به نوبه خود بدتر می‌شود زمانی که یک باند بین‌المللی با حمله به بیمارستان قصد از بین بردن او را دارند.

## بازیگران
- ژان کلود ون دام در نقش فیلیپ
- آتم ریسر در نقش سوزان
- پیتر استورماره در نقش مأمور سیا هولمن
- ماریا کونچیتا آلونسو در نقش مامور اف بی آی ساندرز
- دنیل برنهارت در نقش رادووان
- کریس ون دام  در نقش دوسان
- میلا کالادجوردیویچ در نقش  آلمیرا
- پال سامپسون  در نقش کلاوس
- کیه گالاگر در نقش  زوران
- پیتر ارگان در نقش ایوان

## انتشار
همه را بکش توسط کمپانی دستینیشن فیلمز در تاریخ ۶ ژوئن ۲۰۱۷ بر روی دیسک بلو-ری، دی‌وی‌دی و دیجیتال اچ‌دی در دسترس قرار گرفت.